# Kilkenny (Bier)

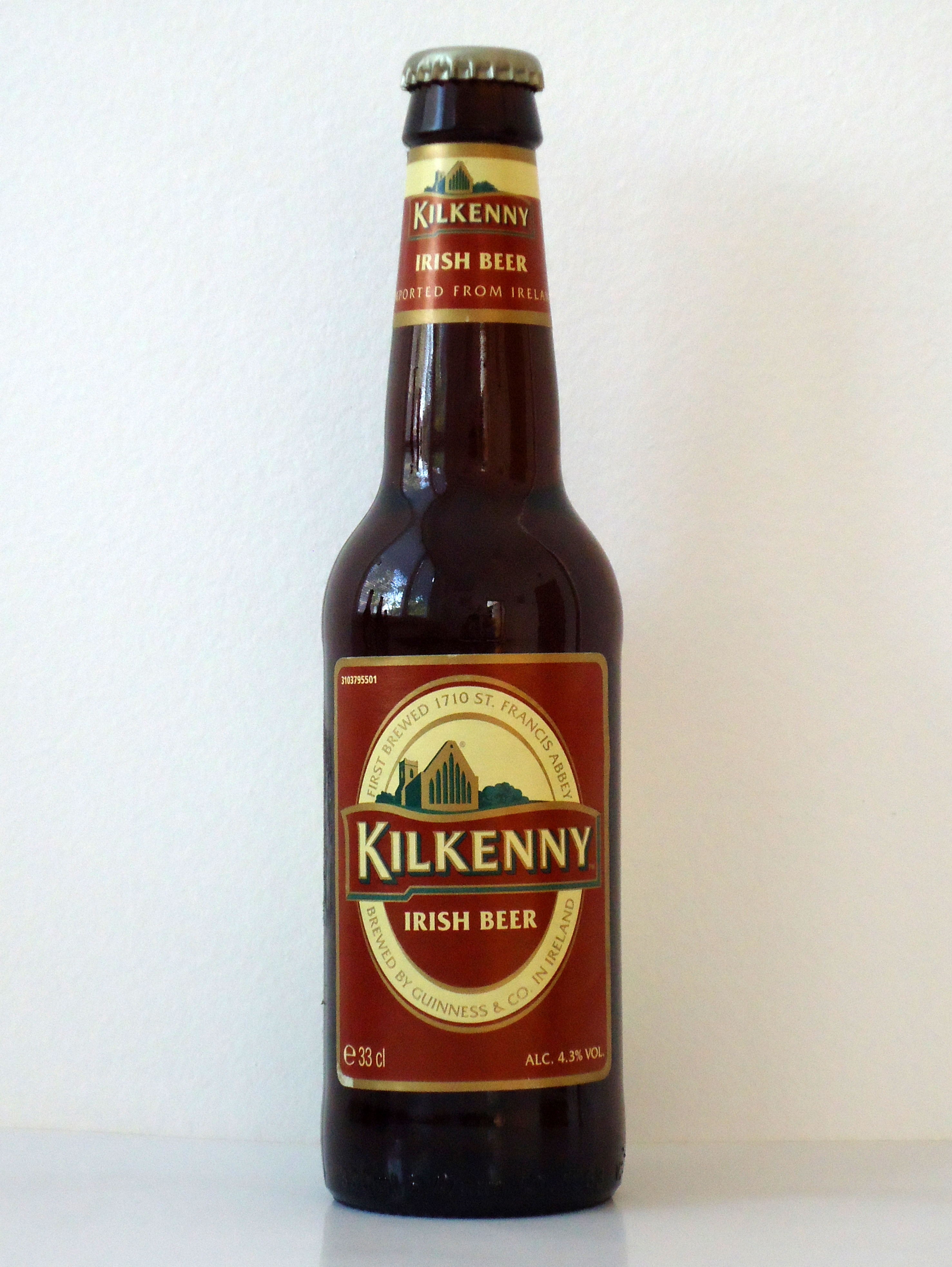
0,33-Liter-Flasche Kilkenny

Kilkenny ist eine international vertriebene Biermarke von Diageo. Das Bier wurde erstmals 1710 in der Abtei St. Francis im irischen Kilkenny gebraut.

## Das Bier
Kilkenny bezeichnete eine stärkere, für den Export produzierte Variante des in Irland verkauften roten Ales Smithwick’s. Inzwischen sind dort beide Marken erhältlich. Kilkenny ist ein rotbraunes Red Ale, das etwas milder als das dunklere Guinness-Stout ist. In Irland wird es auch als Dosenbier verkauft, das mit der Zugabe eines sogenannten Floating widget – ursprünglich entwickelt, um auch Guinness aus Dosen beim Eingießen die typische Schaumkrone zu geben – ähnlich wie vom Fass gezapft schmeckt und aussieht. Smithwick’s-Dosen besitzen dieses Widget inzwischen nicht mehr. Für den deutschen Markt wird das Bier seit 2013 von der Radeberger-Gruppe importiert, zuvor war es die Warsteiner Brauerei.

## Die Brauerei

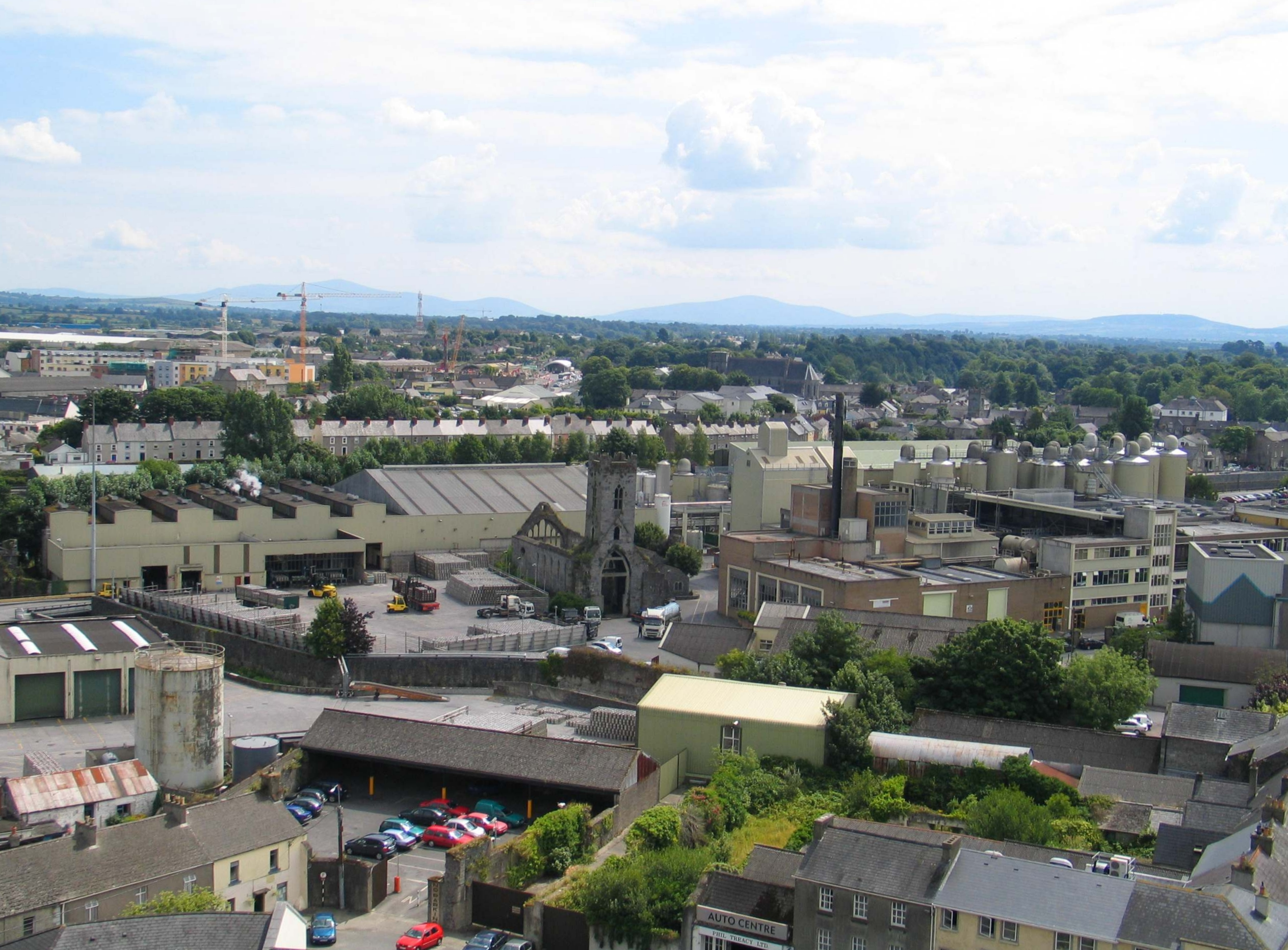
Brauerei St. Francis Abbey

Die Brauerei wurde 1710 von John Smithwick in der Abtei St. Francis gegründet. 1965 wurde die bis dahin als Smithwick & Sons firmierende Brauerei von der Guinness-Brauerei übernommen. Guinness, seit 1997 Teil des Diageo-Konzerns, beschloss 2012, die Brauerei in Kilkenny zum Jahresende 2013 zu schließen. Seitdem wird das Bier in der Brauerei St. James Gate in Dublin gebraut. Zuletzt waren dort 44 Arbeiter beschäftigt.